# Michèle Hostekint
Michèle Hostekint (Roeselare, 13 november 1976) is een Belgische politica voor Vooruit.

## Biografie
Michèle Hostekint stamt uit een politieke familie. Haar vader is voormalig Vlaams Parlementslid Patrick Hostekint en haar grootvader was Roger Hostekint, schepen van Roeselare en parlementslid. Ze behaalde in 1994 een middelbaar diploma in Latijn-moderne talen aan het Koninklijk Atheneum Roeselare en in 2000 een licentie in de rechten aan de Universiteit Gent. Beroepshalve werd ze advocate.
Sinds januari 2001 zetelt Hostekint in de gemeenteraad van Roeselare, voor de socialistische partijen SP, sp.a en Vooruit. Ze volgde daarmee haar vader op. In 2006 was ze lijsttrekker voor sp.a bij de gemeenteraadsverkiezingen. Er kwam een coalitie tussen de CD&V en de sp.a-Spirit-lijst. Hostekint werd voorzitter van de gemeenteraad. Na de verkiezingen van 2012 werd de coalitie van CD&V en sp.a verdergezet en uitgebreid met de partij Groen. Hostekint werd in januari 2013 eerste schepen met de bevoegdheden Jeugd, Energie, Klimaat, Duurzaamheid, Stedelijk Onderwijs, Informatie en Communicatie. Na de gemeenteraadsverkiezingen van oktober 2018 bleef ze schepen, met de bevoegdheden Natuur en Bos, Wonen, Klimaat en Duurzaamheid, Gezondheids- en Armoedebeleid, Diversiteit en Gelijke Kansen en Integratie. Ze behield deze bevoegdheden na de gemeenteraadsverkiezingen van oktober 2024.
Bij de derde rechtstreekse Vlaamse verkiezingen van 13 juni 2004 werd ze verkozen in de kieskring West-Vlaanderen. Ook na de volgende  Vlaamse verkiezingen van 7 juni 2009 en van 25 mei 2014 bleef ze Vlaams Parlementslid. Ze was er vooral actief in sociale materies en was vast lid van de commissies Wonen, Stedelijk Beleid, Inburgering en Gelijke Kansen (2004-2009), Algemeen Beleid, Financiën en Begroting (2007-2009), Leefmilieu, Natuur, Ruimtelijke Ordening en Onroerend Erfgoed (2009-2014) en Wonen, Armoedebeleid en Gelijke Kansen (2014-2019) en ondervoorzitter van de commissie Wonen, Stedelijk Beleid en Energie (2009-2014) . Bij de verkiezingen van mei 2019 was Hostekint geen kandidaat meer.